# PGA Tour 2019
 (juin 2019).
Si vous disposez d'ouvrages ou d'articles de référence ou si vous connaissez des sites web de qualité traitant du thème abordé ici, merci de compléter l'article en donnant les références utiles à sa vérifiabilité et en les liant à la section « Notes et références ».
Navigation
Édition précédente Édition suivante
Le PGA Tour 2019 correspond à l'édition 2019 du PGA Tour, ou circuit de golf de la PGA, se jouant principalement aux États-Unis. Il est étalé sur deux années entre les mois d'octobre 2018 et août 2019.
Dans le but de finir la saison en août au lieu de septembre, le circuit compte 46 tournois officiels, deux de moins que la saison précédente. Le calendrier comporte les quatre tournois du Grand Chelem : The Masters, le PGA Championship, l'US Open et The Open (ou Open britannique), et se termine par trois tournois de playoffs de la FedEx Cup au lieu de quatre : The Northern Trust, BMW Championship et The Tour Championship, le Dell Technologies Championship n'est pas joué.
Conséquence du changement de calendrier, le Houston Open et le Greenbrier Classic sont déplacés en fin d'année et sont pris en compte pour la saison 2020. Deux nouveau tournois sont au programme, le Rocket Mortgage Classic et le 3M Open, tandis que le WGC-Bridgestone Invitational devient le WGC-FedEx. St-Jude Invitational. De ce fait disparaît le FedEx St. Jude Championship.

## Tournois
| Dates                | Tournoi                                      | Lieu                   | Vainqueur              | Points |
| -------------------- | -------------------------------------------- | ---------------------- | ---------------------- | ------ |
| 4 au 7 octobre       | Safeway Open                                 | Californie             | Kevin Tway             | 28     |
| 12 au 15 octobre     | CIMB Classic                                 | Malaisie               | Marc Leishman          | 48     |
| 19 au 22 octobre     | CJ Cup                                       | Corée du Sud           | Brooks Koepka          | 54     |
| 26 au 29 octobre     | WGC-HSBC Champions                           | Chine                  | Xander Schauffele      | 66     |
| 26 au 29 octobre     | Sanderson Farms Championschip                | Mississippi            | Cameron Champ          | 24     |
| 2 au 5 novembre      | Shriners Hospitals for Children Open         | Nevada                 | Bryson DeChambeau      | 40     |
| 9 au 12 novembre     | OHL Classic at Riviera Maya                  | Mexique                | Matt Kuchar            | 40     |
| 16 au 19 novembre    | THE RSM Classic                              | Géorgie                | Charles Howell III     | 24     |
| 4 au 7 janvier       | Tournoi des Champions Sentry                 | Hawaï                  | Xander Schauffele      | 56     |
| 11 au 14 janvier     | Sony Open in Hawaii                          | Hawaï                  | Matt Kuchar            | 50     |
| 18 au 21 janvier     | CareerBuilder Challenge                      | Californie             | Adam Long              | 42     |
| 25 au 28 janvier     | Farmers Insurance Open                       | Californie             | Justin Rose            | 60     |
| 1er au 4 février     | Waste Management Phoenix Open                | Arizona                | Rickie Fowler          | 56     |
| 8 au 11 février      | AT&T Pro-Am                                  | Californie             | Phil Mickelson         | 46     |
| 15 au 18 février     | Genesis Open                                 | Californie             | J.B. Holmes            | 64     |
| 21 au 24 février     | Mexico Championship                          | Mexico, Mexique        | Dustin Johnson         | 72     |
| 20 au 24 février     | Puerto Rico Open                             | Porto Rico             | Martin Trainer         | 24     |
| 28 février au 3 mars | The Honda Classic                            | Floride                | Keith Mitchell         | 48     |
| 11 au 10 mars        | Arnold Palmer Invitational                   | Floride                | Francesco Molinari     | 64     |
| 14 au 17 mars        | The Players Championship                     | Floride                | Rory McIllroy          | 80     |
| 20 au 24 mars        | Valspar Championship                         | Floride                | Paul Casey             | 50     |
| 28 au 31 mars        | Championnat du monde de match-play           | Floride                | Kevin Kisner           | 76     |
| 28 au 31 mars        | Corales Puntacana Resort & Club Championship | République dominicaine | Graeme McDowell        | 24     |
| 4 au 7 avril         | Valero Texas Open                            | Texas                  | Corey Conners          | 40     |
| 10 au 14 avril       | Masters de golf                              | Géorgie                | Tiger Woods            | 100    |
| 12 au 15 avril       | RBC Heritage                                 | Caroline du Sud        | Pan Cheng-tsung        | 58     |
| 26 au 29 avril       | Zurich Classic of New Orleans                | Louisiane              | Ryan Palmer & Jon Rahm | n/a    |
| 3 au 6 mai           | Wells Fargo Championship                     | Caroline du Nord       | Max Homa               | 50     |
| 9 au 12 mai          | AT&T Byron Nelson Championschip              | Texas                  | Kang Sung-hoon         | 40     |
| 24 au 27 mai         | PGA Championship                             | New-York               | Brooks Koepka          | 100    |
| 22 au 26 mai         | Charles Schwab Challenge                     | Texas                  | Kevin Na               | 54     |
| 31 mai au 3 juin     | Memorial Tournament                          | Ohio                   | Patrick Cantlay        | 68     |
| 6 au 9 juin          | Omnium Canadien                              | Canada                 | Rory McIlroy           | 48     |
| 13 au 16 juin        | US Open de golf                              | Californie             | Gary Woodland          | 100    |
| 20 au 23 juin        | Travelers Championship                       | Connecticut            | Chez Reavie            | 58     |
| 27 au 30 juin        | Rocket Mortgage Classic                      | Michigan               | Nate Lashley           | 46     |
| 4 au 7 juillet       | 3M Open                                      | Minnesota              | Matthew Wolff          | 44     |
| 11 au 14 juillet     | John Deere Classic                           | Illinois               | Dylan Frittelli        | 24     |
| 18 au 21 juillet     | The Open Championship                        | Écosse                 | Shane Lowry            | 100    |
| 18 au 21 juillet     | Barbasol Championschip                       | Kentucky               | Jim Herman             | 24     |
| 25 au 28 juillet     | WGC-FedEx. St-Jude Invitational              | Tennessee              | Brooks Koepka          | 72     |
| 25 au 28 juillet     | Barracuda Championship                       | Nevada                 | Collin Morikawa        | 24     |
| 1er au 4 août        | Wyndham Championship                         | Caroline du Nord       | J.T. Poston            | 44     |
| 8 au 11 août         | The Northern Trust                           | New Jersey             | Patrick Reed           | 76     |
| 15 au 18 août        | Championnat BMW                              | Illinois               | Justin Thomas          | 72     |
| 22 au 25 août        | The Tour Championship                        | Géorgie                | Rory McIlroy           | 60     |